# Un madrigal

Un madrigal, având ca prime versuri Aerul acesta se duce odată, respectiv precizarea „Se dedică lui Alexandru Paleologu”, este o poezie de Nichita Stănescu din volumul Operele imperfecte, apărut în 1979.